# Deauville
Deauville település Franciaországban, Calvados megyében. Lakosainak száma 3563 fő (2022. január 1.). Deauville Saint-Arnoult, Touques, Tourgéville és Trouville-sur-Mer községekkel határos.

## Népesség
A település népességének változása:
| Lakosok száma | 5232 | 4682 | 4261 | 3973 | 3740 | 3701 | 3604 | 3565 | 3567 | 3563 |
|               | 1968 | 1982 | 1990 | 2006 | 2013 | 2015 | 2017 | 2019 | 2020 | 2022 |

## Közlekedés
A város vasútállomása a Gare de Trouville - Deauville, nemzetközi repülőtere a Deauville–Normandie repülőtér.